# Cnemophilidae
A Cnemophilidae a madarak osztályának verébalakúak (Passeriformes) rendjébe tartozó család. Régebben a paradicsommadár-félék (Paradisaeidae) családjába tartoztak, az újabb genetikai kutatások megállapításai alapján helyezték át ebbe a családba, ezeket a nemeket és fajokat.

## Rendszerezés
A családba az alábbi 2 nem és 3 faj tartozik:
- Loboparadisea (Rothschild, 1896) – 1 faj
  - lebenyes paradicsommadár (Loboparadisea sericea)

- Cnemophilus (De Vis, 1890) – 2 faj
  - redős paradicsommadár (Cnemophilus macgregorii)
  - Loria-paradicsommadár (Cnemophilus loriae)

## Előfordulásuk
Új-Guinea szigetén honosak, a természetes élőhelyeik a hegyvidéki erdőkben van.